# Мо (амплуа)
Мо (кит. 末, пиньинь mò, буквально: «на склоне лет») — амплуа глупого старика в китайской опере. В современном театре слилось с амплуа шэн.
Амплуа мо берёт своё начало во времена династии Юань, при которой в театре все роли разделялись на мужские мо, женские дань, роли злодея или воина цзин и шута чоу. Со временем сформировалось отдельное самостоятельное мужское амплуа шэн, и в итоге к моменту зарождения пекинской оперы (конец XVIII века) основных амплуа стало пять, но мо из них уже стало второстепенным, а впоследствии и полностью слилось с шэн.
Мо к моменту зарождения пекинской оперы уже характерно для мужских ролей второго плана, по возрасту старше, чем лаошэн; при этом социальное положение мо обычно низкое. Роли мо комичны, старики, которых изображают актёры в ролях мо, к старости поглупели.